# Фолксваген поло
Фолксваген поло је мали градски аутомобил који се производи у Волфсбургу од пролећа 1975. године. Четврти модел пола има димензије које су сличне голфу II.
На тржиштима је продаван као хечбек, али и у верзијама седан и караван. Унутар Фолксваген групе, механичку платформу дели са Шкодом фабијом, Сеат ибицом и Аудијем А1.
Пета генерација је 2010. године изабрана за светски и за европски аутомобил године.

## Историја модела
- Поло I (Typ 86)
1975–1981
- Поло II (Typ 86C)
1981–1990
- Поло II (Typ 86C 2F)
1990–1994
- Поло III (Typ 6N)
1994–1999
- Поло III (Typ 6N2)
1999–2001
- Поло IV (Typ 9N)
2001–2005
- Polo IV (Typ 9N3)
2005–2009
- Поло V (Typ 6R)
2009–2014
- Поло V редизајн (Typ 6C)
2014-2017
- Поло VI
2017-2021
- Поло VI редизајн
од 2021

### Фолксваген поло IV
Четврта генерација Фолксваген пола исправља грешке претходника. Четврта генерација долази са бољом завршном обрадом, бољом опремом и унапређеним возним карактеристикама. Пошто се појавио лупо 2001. године, поло IV је усвојио потпуно нову каросерију, потпуно другачији изглед, већу и тежу шасију која шаље поло у вишу класу. Заузима прикључак који је држао голф. Фолксваген поло 4 има устаљену позицију на тржишту малих аутомобила, у понуди Фолксваген је више од 30 година и даље ужива успех.
Купци имају поверење у њега, знајући да је произвођач стално побољшава возило и чини га привлачнијим. Сваки наредна генерација је све више удобна и функционална, добра је завршна обрада и квалитетне компоненте. Четврта генерација Фолксваген пола је градски аутомобил са вишим стандардом, удобан, добро уређен, са широким спектром мотора. Поло 4 (Тип 9Н) дели своју платформу са Сеат ибицом III, Шкодом фабијом I и II.